# ORT Braude College of Engineering
ORT Braude College of Engineering (hebr. המכללה האקדמית להנדסה אורט בראודה) – college położony w mieście Karmiel na północy Izraela. Uczelnia jest akademickim, technologicznym i naukowym centrum Galilei.

## Historia

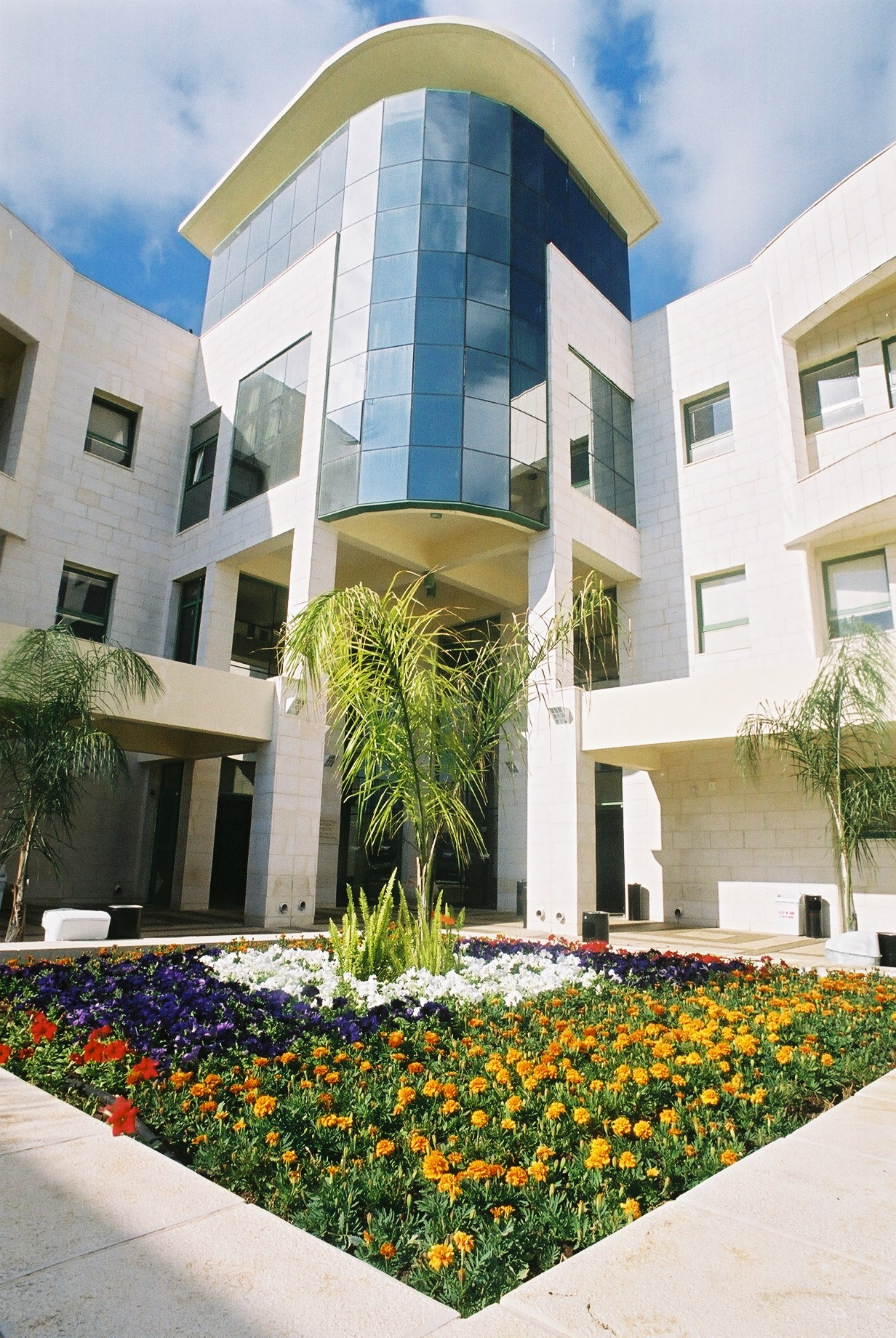
ORT Braude College of Engineering

College został założony w 1998 roku.

## Informacje ogólne
Uczelnia oferuje szeroki dostęp do studiów najnowszych technologii. College ORT Braude jest uznawany za jedną z czołowych uczelni inżynieryjnych w Izraelu. Jest związany z międzynarodową organizacją żydowską ORT, która dąży do zapewnienia samowystarczalności gospodarczej poprzez kształcenie zawodowe i techniczne. College koncentruje swoją działalność w sześciu obszarach: (1) edukacja przed-akademicka; (2) inżynierskie studia technologiczne (możliwość uzyskania stopnia naukowego Bachelor of Science); (3) studia matematyki (stopień Bachelor of Science); (4) praktyczne szkolenia studentów technologii inżynieryjnych; (5) przygotowanie studentów do kariery w inżynierii przemysłowej; (6) przeprowadzanie różnorodnych badań i usług na zlecenie dla przemysłu i środowisk akademickich. Kampus uczelni posiada 530 miejsc noclegowych. College współpracuje z University of Rochester.

## Wydziały
College posiada osiem wydziałów: - inżynieria mechaniczna, elektrotechnika i elektronika, zarządzanie przemysłem, inżynieria oprogramowania, inżynieria środowiska, inżynieria systemów informatycznych, technika optyczna, matematyka.